# Priceless (rapper)
Priceless, artiestennaam van Jackie Nana Osei (Den Haag, 7 augustus 1990), is een Nederlandse rapper. Hij is bekend als lid van SFB en had ook verschillende successen als solo-artiest met onder de singles Freak in the weekend, Wasteman en Rompe.

## Biografie
Jackie Nana Osei is geboren in Den Haag en is van Ghanese afkomst. In zijn vroege jaren speelde hij enige tijd in de jeugd van voetbalclub Sparta Rotterdam.  Sinds 2014 maakt hij muziek uit met de rapformatie SFB, die hij oprichtte met Frenna, Jandro en KM. Met deze rapformatie bracht hij verschillende singles, ep's en albums uit en in 2015 was hij onderdeel van het muziekproject New Wave, dat in dat jaar de Popprijs won.
In begin 2017 werd hij samen met Frenna en KM in Suriname opgepakt op verdenking van seks met een minderjarige en verspreiden van kinderporno. Hij zou namelijk met een zestienjarig meisje seks hebben gehad en dit hebben gefilmd. Hij werd veroordeeld voor een straf van twee en een halve maand, een tijd die hij al in voorarrest had uitgezeten. Het album 77 nachten van SFB gaat over de periode in de Surinaamse cel.
Naast rapper van SFB, werkt Priceless ook aan zijn solo-carrière. Hij bracht zijn eigen singles uit en leverde gastbijdrages op nummers van andere artiesten. Succesvolle gastbijdrages zijn op de singles Freak in the weekend, Wasteman en nummer 1-hit Rompe. Eigen single Niet okay bereikte in 2020 de 37e positie van de Single Top 100 en heeft de gouden status. In eind 2020 richtte hij samen met goede vriend en oud-voetballer Eljero Elia muzieklabel The Culture Entertainment op. In mei 2022 verliet hij dit label nadat hij daar verschillende singles had uitgebracht. In 2024 bracht hij onder eigen beheer een titelloze ep uit. 
Priceless heeft over de jaren met veel artiesten samengewerkt. Bekende artiesten waar hij een single mee heeft gemaakt zijn onder andere, naast de andere SFB-leden, Murda, Jayh, LouiVos, Ronnie Flex, Kempi, Bokoesam en Bryan Mg.

## Discografie

### Nummers met notering(en) in een hitlijst
| Lied                                         | Verschijnen      | Album                                  | Hitlijsten | Hitlijsten | Hitlijsten  | Hitlijsten  | Hitlijsten   | Hitlijsten   | Opmerkingen          |
| Lied                                         | Verschijnen      | Album                                  | BE (VL)    | BE (VL)    | NL (Top 40) | NL (Top 40) | NL (Top 100) | NL (Top 100) | Opmerkingen          |
| Lied                                         | Verschijnen      | Album                                  | Piek       | Weken      | Piek        | Weken       | Piek         | Weken        | Opmerkingen          |
| -------------------------------------------- | ---------------- | -------------------------------------- | ---------- | ---------- | ----------- | ----------- | ------------ | ------------ | -------------------- |
| Check (met Frenna en Rabby Racks)            | 21 oktober 2016  | Geen oog dichtgedaan (van Frenna)      | —          | —          | —           | —           | 49           | 5            |                      |
| Wasteman (met Frenna en Jandro)              | 28 oktober 2016  | Geen oog dichtgedaan (van Frenna)      | —          | —          | tip2        | —           | 11           | 30           | Platina in Nederland |
| Ball (met Frenna, Diquenza en Quincy Promes) | 17 november 2017 | We don't stop (van Frenna en Diquenza) | —          | —          | —           | —           | 52           | 1            |                      |
| Wow (met Ronnie Flex en Bokoesam)            | 22 maart 2018    | Nori (van Ronnie Flex)                 | —          | —          | —           | —           | 17           | 2            |                      |
| Freak in the weekend (met Frenna)            | 16 november 2018 | Francis (van Frenna)                   | tip27      | —          | tip6        | —           | 3            | 15           | Platina in Nederland |
| Rompe (met Frenna en Murda)                  | 1 maart 2019     | —                                      | —          | —          | 16          | 5           | 1 (4 wkn)    | 24           | Platina in Nederland |
| Kom tot me (met Delany)                      | 17 oktober 2019  | —                                      | —          | —          | —           | —           | 99           | 1            |                      |
| Balenciaga (met LouiVos en Brasco)           | 7 november 2019  | —                                      | —          | —          | —           | —           | 96           | 1            |                      |
| Niet okay (met Qlas & Blacka)                | 24 januari 2020  | —                                      | —          | —          | —           | —           | 32           | 7            | Goud in Nederland    |
| Pop it (met Rich2Gether en Frenna)           | 9 oktober 2020   | Doris (van Rich2Gether)                | —          | —          | —           | —           | 53           | 2            |                      |